# La Esmeralda (Venezuela)
La Esmeralda es un pueblo ubicado en la Parroquia Huachamacare y capital del Municipio Alto Orinoco, Venezuela. Tiene 655 habitantes para 2011. Fundado por el alférez Apolinar Diez de la Fuente en 1767, su centro urbano está ubicado en la orilla del río Orinoco y al Sureste del cerro Duida, y se comunica con el exterior a través del río y de una base aérea. La gran mayoría de su población trabaja para la Alcaldía del Municipio.

## Nombre
En 1767 el alférez Apolinar Diez de la Fuente fundó el pueblo con el nombre de San Francisco de la Esmeralda, dado que cerca de allí se había encontrado una supuesta esmeralda. El nombre San Francisco ya había sido abandonado para 1881. La mayoría de autores afirma que La Esmeralda se pronuncia Meraraña o Medadaña en yekuana; sin embargo, según María Geralda de Almeida se pronuncia Kadawanadunña, y según Zuleima Jiménez se pronuncia Kudadañanö o Kanadawadunñanö.

## Historia

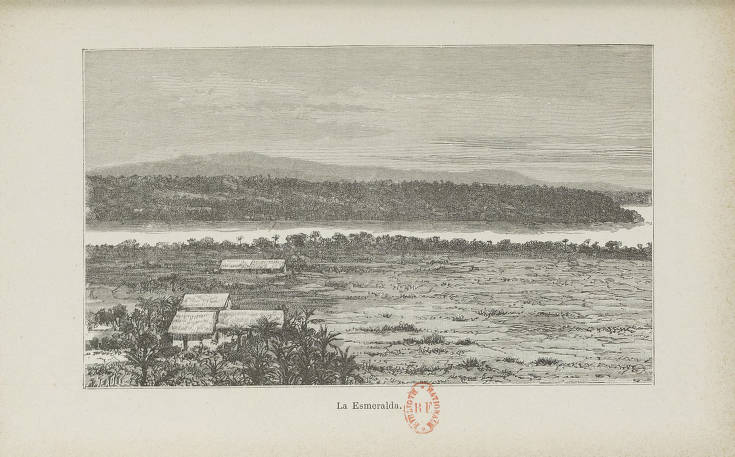
La Esmeralda de Fortuné Louis Méaulle y Édouard Riou (1887)

Durante la expedición de límites de 1754 a 1761, españoles y portugueses se enfrentaron mientras colonizaban la región donde está actualmente La Esmeralda. En 1758 el sargento español Francisco Fernández de Bobadilla descubrió cacaotales alrededor de los ríos Ocamo y Padamo, y en 1759 empezó a construir Buena Guardia, un fuerte ubicado en la desembocadura del río Casiquiare. En 1760 los españoles iniciaron negociaciones con los yekuanas para llevarlos al sitio de La Esmeralda, cuya tierra fértil era cercana a los cacaotales descubiertos, a Buena Guardia y al cerro Duida, donde se había encontrado una supuesta esmeralda. Acompañado del fray José Antonio Jerez de los Caballeros, el alférez Apolinar Diez de la Fuente empezó a poblar La Esmeralda en 1760, pero en un golpe a la relación hispano-yekuana, tuvo que abandonar el pueblo y regresar para fundarlo oficialmente en 1767. Ese mismo año De la Fuente y De los Caballeros exploraron el río Orinoco hasta su nacimiento, donde creían que había un lago llamado Parima en cuya costa estaba Manoa (El Dorado), una ciudad mítica que tendría mucho oro. En 1776 una rebelión indígena hizo fracasar la construcción de un camino entre La Esmeralda y Angostura.

## Geografía

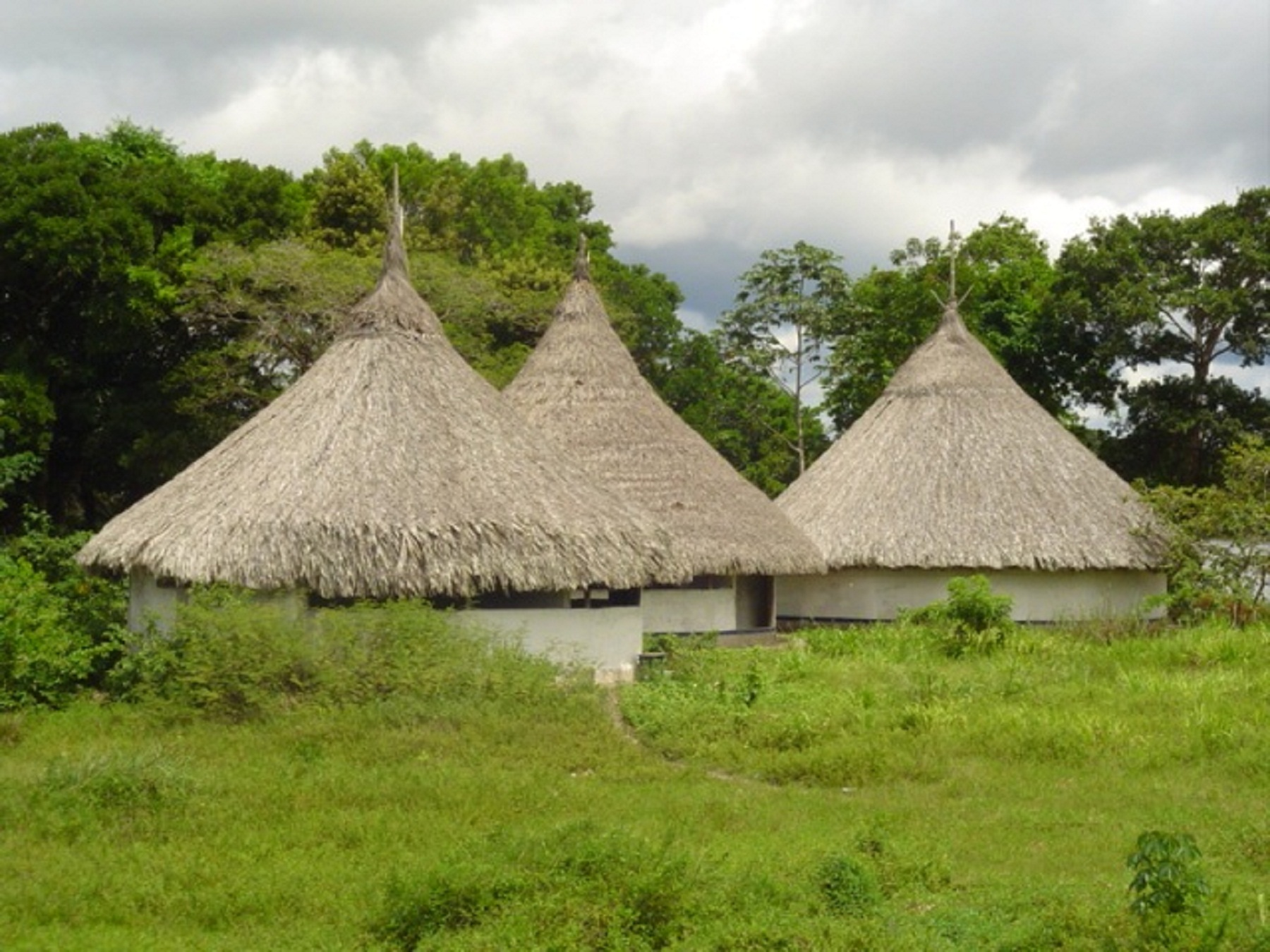
Churuata yekuana, vivienda típica en La Esmeralda.

El centro urbano de La Esmeralda está ubicado en la orilla del río Orinoco y al Sureste del cerro Duida, dentro de la Parroquia Huachamacare, Venezuela. Cerca suyo se encuentran las localidades de Tama-Tama y Caño Iguapo, así como una mina de cuarzo. Su suelo está compuesto por una capa gruesa de humus húmedo sobre otra de arena blanca. Con un clima tropical selvático, su pluviosidad anual es de 2600 mm. Su vegetación es la del bosque esclerófilo llamado Caatinga Amazónica, e incluye las familias clusiácea y euforbiácea, así como los árboles epéruos y bombacáceos.

### Infraestructura

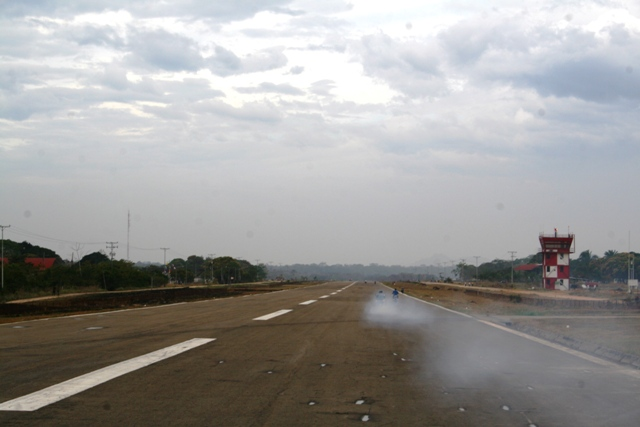
Pista aterrizaje de la base aérea de La Esmeralda.

La Esmeralda está conectada al exterior a través del río Orinoco y de una base aérea. Por bongo se encuentra a un día de San Fernando de Atabapo y dos a tres días de Puerto Ayacucho; del último se encuentra a una a dos horas por vía aérea, o doce a trece horas en lancha rápida. Los vuelos son gratuitos pero se hacen con apenas horas de antelación; en comparación, los viajes en lancha rápida hacia Samariapo (Municipio Autana) cuestan el equivalente a 30-70 dólares, un precio elevado para la población. La electricidad se produce en una planta local y el combustible se guarda en varios depósitos. Una serie de antenas satelitales proveen telecomunicaciones.

### Turismo

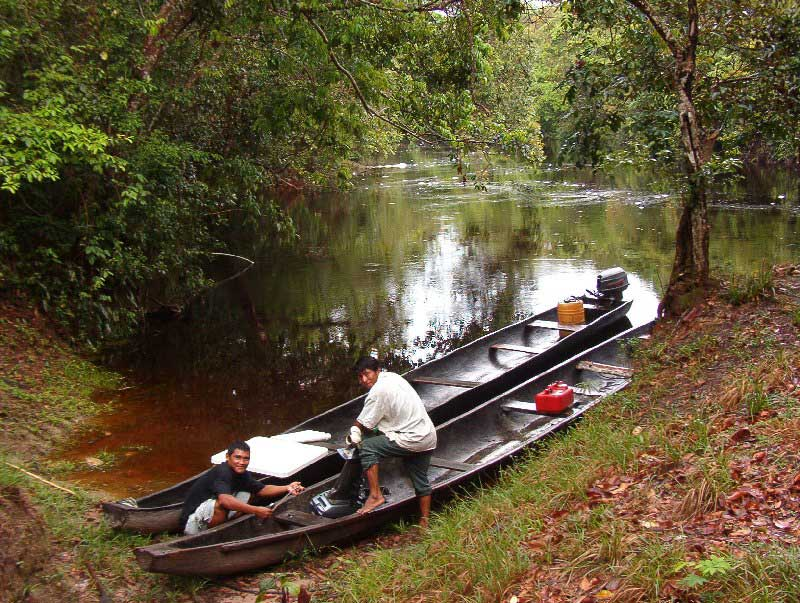
Taxis de La Esmeralda.

Un mirador permite ver todas las zonas turísticas de La Esmeralda, incluyendo el Sendero Ecológico, una ruta educativa que atraviesa varios hábitats. Con densa vegetación y alta biodiversidad, el río Orinoco se presta para actividades acuáticas y paisajísticas. En la selva y el cercano Parque Nacional Parima-Tapirapecó se realizan caminatas y viajes en canoa para conocer ríos, plantas, animales y aldeas yanomamis exóticas. Otros lugares cercanos son la laguna El Caura, donde se practica la pesca y el avistamiento de aves, y la cascada El Tobogán, usada como balneario y zona de picnic y senderismo.

## Demografía

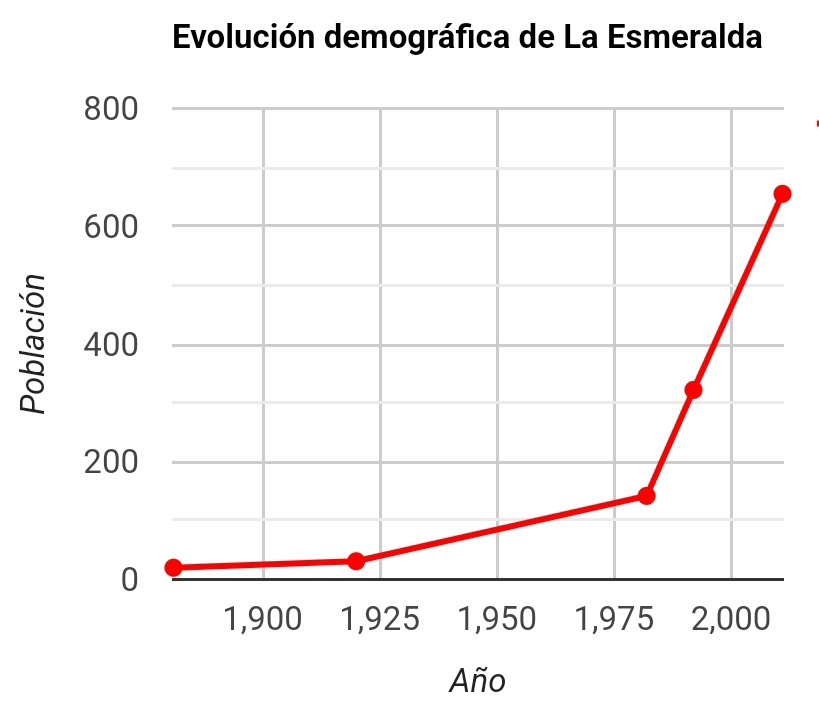
Fuente: Instituto Nacional de Estadística

Según el Instituto Nacional de Estadística, el centro urbano de La Esmeralda ha tenido un crecimiento demográfico constante, pasando de tener 20 habitantes en 1881 a 655 habitantes en 2011. La migración, otrora frecuente hacia Puerto Ayacucho y el resto del país, ha colapsado entrada la crisis venezolana. La población permanente está dividida entre yekuanas kunuhanas nativos y arahuacos —banivas, barés, warekenas, curripacos, puinabes y ñengatús— originarios del Municipio Río Negro y las localidades San Antonio y Lau-Lau. Las etnias están distribuidas en tres barrios: la Zona Yekuana, La Lomita para los ñengatús y La Costa para el resto de los arahuacos. También hay una población flotante de morenos (originarios de Puerto Ayacucho), yanomamis y quechuas ingas.

## Cultura

### Gastronomía

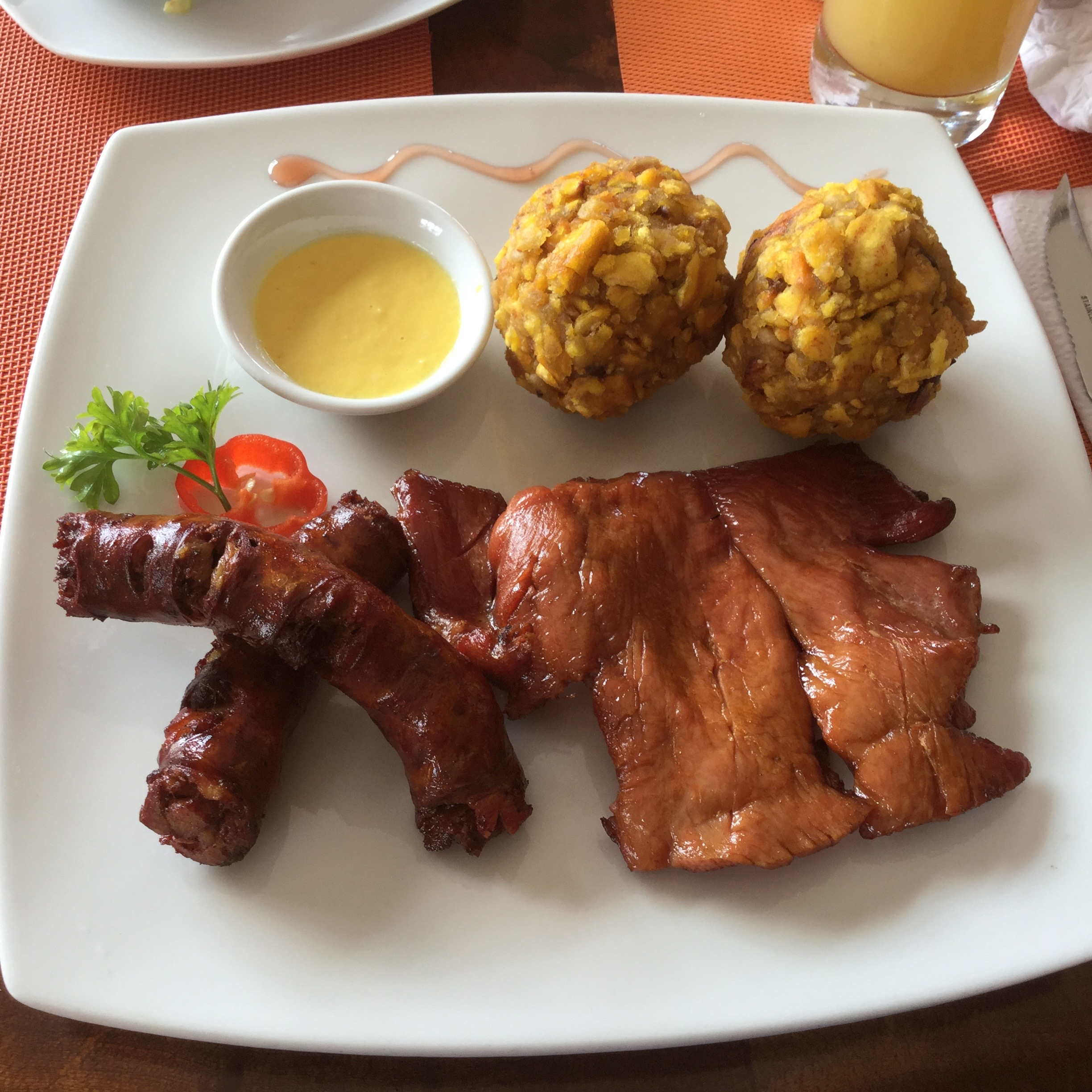
El tacacho con cecina es un plato originario del Perú y se consume en La Esmeralda, donde rondan quechuas ingas.

Los platos típicos de La Esmeralda son hechos a base de pescado, carne, plátano verde y yuca. El pescado se sirve asado y con un mojo de ajo, ají e hierbas. El tacacho con cecina combina, fritos en aceite, plátanos verdes y cerdo sazonado y disecado. El guiso de yuca incluye vegetales y carne o pollo. Con la yuca también se hace casabe acompañado de miel.

### Mitología
La tradición oral yekuana (Watunna) dice que hay un dios creador (Wanadi) que trasciende e ilumina solo en el cielo (kabuña). Sus manifestaciones terrenales (damodedes) producen ciclos de creación terrenal, enfrentándose a demonios y finalmente retirándose a gobernar una región del kabuña. Los españoles que fundaron La Esmeralda estuvieron inicialmente liderados por el segundo damodede, Iaranavi, quien poseía un arma invencible llamada aracuza. Después gobernó el demonio esclavista Fañuru (español) junto a los fadres (padres). Los fadres se llevaron a Iaranavi a Karakaña (Caracas) para crucificarlo, y aunque venció la persecución, fue obligado a irse a kabuña sin liberar los yekuanas.

### Yanomamis
La Esmeralda es el lugar en el cual los yanomamis contactan la civilización, y muchos regresan a sus aldeas tras decepcionarse en la búsqueda de una mejor vida. Otros acuden a la Casa de la Cultura —quienes son evangélicos van a otro lugar— para refugiarse mientras cobran sueldos como empleados públicos o esperan la salida de un viaje a Puerto Ayacucho. Durante la estadía, los yanomamis se aculturan, consumiendo televisión y películas generalmente violentas, usando celulares incluso para hacer llamadas internacionales, y vistiendo prendas modernas.

### Idiomas
En La Esmeralda el español —enseñado con exclusividad de facto en la escuela— es el idioma del gobierno, los buhoneros (morenos y quechuas ingas) y los arahuacos. Los yekuanas kunuhanas hablan yekuana, y su generación joven habla también el español, a veces mezclando ambos idiomas. Las ambiciones políticas de los yekuanas motivan su adopción del español y abandono del yekuana. Hay una radio comunitaria de habla hispana.

### Religión
La Esmeralda tiene una iglesia católica y un internado y colegio católico salesiano. También tiene misiones evangélicas, de las cuales destacó Nuevas Tribus, expulsada en 2005 por el presidente de Venezuela, Hugo Chávez, tras acusarla de espiar para la Agencia Central de Inteligencia.

## Gobierno

### Alcaldía
La Esmeralda es sede de la altamente demandada Alcaldía del Municipio Alto Orinoco, la cual con 167 empleados para 2008, es ineficiente y tiene un exceso de oficinas. Sus gobernantes junto a los concejales son constantemente acusados de corrupción, y uno de ellos, Jaime Turón, fue inhabilitado por ello. A pesar de ser la etnia más numerosa del municipio, los desorganizados yanomamis aspiran a pocos puestos públicos —generalmente alrededor de la Casa de la Cultura— y raramente de elección popular.

### Elecciones
Durante la campaña por el referendo constitucional de 2007, en lo que Ángel Acuña Delgado califica de manipulación y humillación, el gobierno de Hugo Chávez repartió algunas toneladas de comida a la población y el alcalde chavista adelantó el pago de aguinaldos. Esto motivó la manifestación positiva de varias personas —incluyendo cuatrocientos a quinientos yanomamis— que llegaron a desfilar en embarcaciones. En otra ocasión el comando de campaña chavista organizó una fiesta en la cual invitó y luego expulsó a los yanomamis. Después de ese incidente se desalojó el refugio de los yanomamis, Casa de la Cultura, para recibir allí al viceministro de ambiente, quien llegó muy tarde y cambió el sitio del evento.

### Defensa
La Esmeralda tiene un contingente de la Fuerza Armada Nacional Bolivariana que ocupa una base aérea y un edificio originalmente dedicado al Ministerio de Ambiente. Ángel Acuña Delgado acusa a los militares de ser agresivos y corruptos, partícipes del contrabando de oro, cocaína, alcohol y gasolina, este último causado por el racionamiento excesivo que ellos mismos imponen.

### Salud
En La Esmeralda se encuentra la Jefatura del Distrito Sanitario Alto Orinoco, junto con el coordinador distrital de malariología. También tiene presencia de la Misión Barrio Adentro desde 2003, así como el único ambulatorio rural tipo dos del distrito que atiende no yanomamis. Las carencias del ambulatorio se han agudizado entrada la crisis humanitaria venezolana. Para 2018 empezaron a escasear los médicos, las medicinas y el transporte necesario para hacer operativos en localidades remotas. Para 2019 los médicos abandonaron el ambulatorio y las medicinas han pasado a ser donadas por la Sociedad Salesiana con apoyo de Caritas y otras organizaciones benéficas. Los problemas mencionados se suman a la falla de las telecomunicaciones, limitando la capacidad de vigilancia epidemiológica, diagnóstico temprano y notificación de casos y emergencias. La crisis ha causado mayor prevalencia de enfermedades como malaria, tuberculosis, infecciones respiratorias, diarrea y desnutricción.

## Economía

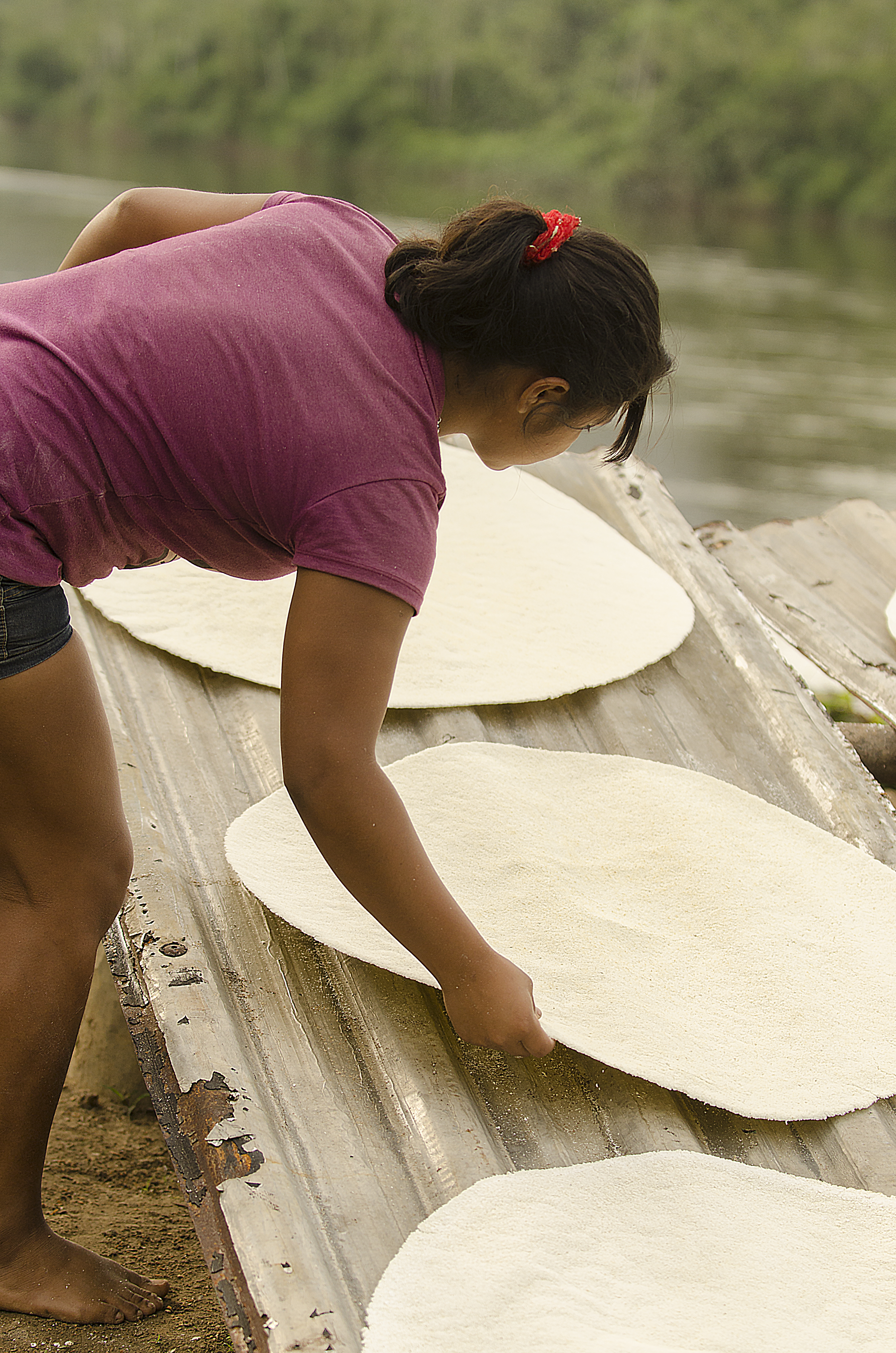
Mujer yekuana haciendo casabe.

La gran mayoría de los esmeraldeños trabajan en la Alcaldía del Municipio Alto Orinoco y otra parte lo hace en las dos escuelas públicas del pueblo: Unidad Educativa Colegio de La Esmeralda y Escuela Básica Carlos Maldonado. A pesar de la fertilidad del lugar, la comida se produce poco y se importa mucho desde San Fernando de Atabapo, junto a otros productos básicos. Las mujeres yekuanas kunuhanas producen artesanías como collares, cestas y totumas. Algunos yekuanas se dedican al marginado sector de la yuca y los alimentos a base de esta. La minería ilegal se practica desde 2023.